# 테인 세인
테인 세인(버마어: သိန်းစိန် 테인 세인, Thein Sein, 1944년 4월 20일~)은 미얀마 연방 공화국의 초대 대통령이다. 2007년 10월 12일부터 2011년 3월 30일까지는 미얀마의 총리를 지냈다.

## 학력
- 파티엔 1 고등학교 (~1962)
- 국방사관학교 (~1968)

## 약력
- 삼각군구(Triangle Regional Military Command) 사령관
- 2003년 - 국가평화발전위원회 부비서장
- 2004년 - 국가평화발전위원회 제1비서장
- 2007년 5월 18일 - 병으로 요양중인 소 윈의 총리 대행
- 2007년 10월 24일 - 정식으로 총리 취임의 포고가 이루어짐
- 2011년 2월 4일 - 의회에서 전체 659표 중 408표를 획득하여 미얀마 연방 공화국 체제의 초대 대통령으로 취임[1]

## 역대 선거 결과
| 선거명      | 직책명                     | 대수 | 정당           | 득표율 | 득표수 | 결과 | 당락 |
| ----------- | -------------------------- | ---- | -------------- | ------ | ------ | ---- | ---- |
| 2010년 선거 | 미얀마 연방공화국의 대통령 | 8대  | 연합견고발전당 | 58.79% | 388표  | 1위  |      |